# Willem Gerard Brill

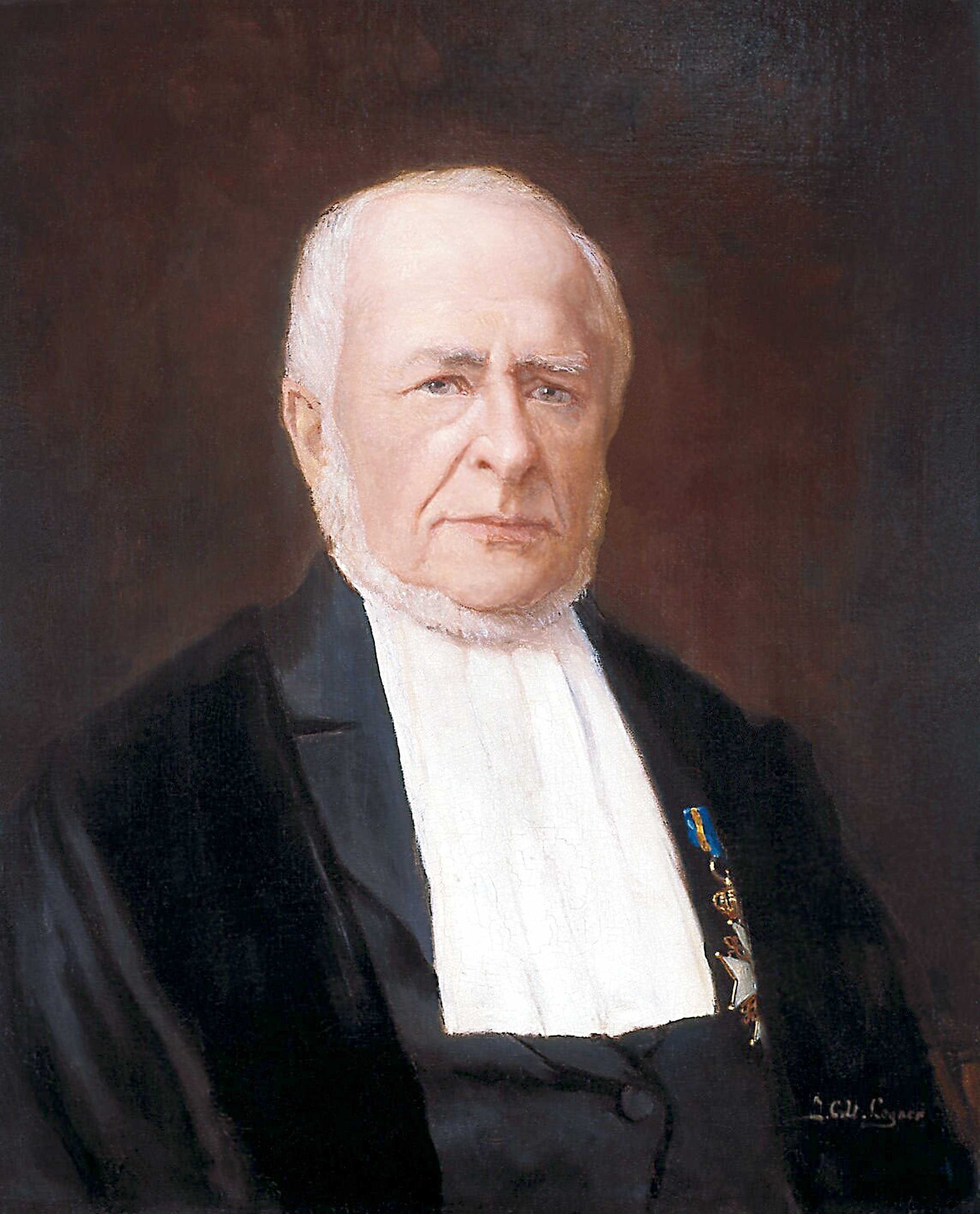
Willem Gerard Brill

Willem Gerard Brill auch: Willem Gerhardus Brill (* 10. Oktober 1811 in Leiden; † 29. Januar 1896 in Utrecht) war ein niederländischer Niederlandist, Romanist, Anglist und Historiker.

## Leben
Willem Gerard stammte aus einer Familie, welche sich als Pfarrgeschlecht in den Niederlanden etabliert hatte. Sein Großvater väterlicherseits war der Pfarrer in Rijswijk Johannes Brill (* 14. August 1740 in Oldersummergast; † 2. Dezember 1801 in Rijswijk). Aus dessen Ehe mit Elizabeth de Marre, stammte sein Vater Johannes Brill (* 3. November 1767 in Scherpenzeel; † 21. Juni 1859 in Twello). Dieser wurde anfänglich für Wilhelm V. von Oranien in England tätig, wo er sein ganzes Kapital verlor. Um 1800 ging er nach Leiden, wo er 1802 als Buchdrucker und Administrator bei der Verlagsfirma des Samuel Luchtmans (1766–1812) tätig wurde. Nachdem sein Vater seine erste Frau beim großen Leidener Explosionsunglück verloren hatte, heiratete er in Leiden am 14. September 1809 Henriette van Lith (* 22. Juli 1776 in Brielle; † 10. Mai 1859 in Voorst), die Tochter des Pfarrers in Brielle Hendrik Michiel van Lith (* um 1750 in Delft; begr. 18. Juli 1804 in Brielle) und dessen Frau Anne Maria Martine (* Gouda). In dieser Ehe wurde Willem Gerard als erster Sohn geboren. Da sein Vater nach dem Tod von Luchtmans, die Leitung des Verlags übernommen hatte, dürfte die junge Familie nicht mehr an Finanznöten gelitten haben. Die Firma Luchtmans sollte 1848 sein Bruder Evert Jan Brill (* 4. November 1812 in Leiden; † 29. November 1871 ebenda) übernehmen, welcher den Verlag zur neuen Blüte führte, der heute noch als Verlag Brill besteht.
Nachdem Brill die französische Schule und das Gymnasium in Leiden besucht hatte, immatrikulierte er sich als sechzehnjähriger am 15. September 1828 als Student der Theologie an der Universität Leiden. Hier wurde er Mitglied der Studentengesellschaften Bereschith und Utile dulci. Er befreundete sich unter anderem mit Cornelis Hendrik Boudewijn Boot (1813–1892), Nicolaas Beets, Jan van Gilse (1810–1859), Reinier Cornelis Bakhuizen van den Brink (1810–1865) und anderen. Die Belletristik übte während jener Zeit eine hohe Anziehungskraft auf den jungen Brill aus. Dabei zog ihn die patriotische niederländische Literatur, welche von Johannes Henricus van der Palm vertreten wurde, weniger an. Vielmehr begeisterte ihn Willem Bilderdijk für die Schriften der deutschen Romantik von Johann Wolfgang von Goethe. So gelangte er zu den philosophischen Schriften von Georg Wilhelm Friedrich Hegel und Gottfried Wilhelm Leibniz. Einfluss auf ihn übten auch die Schriften der Jacob Grimm auf ihn aus. Im Oktober 1834 hatte er sein Pfarramtsexamen in s’-Hertogenbosch abgelegt. Anschließend erhielt er zwei Berufungen als Pfarrer nach Ellekom und ‚t Woud, die er jedoch ausschlug. Als Schüler von John Bake und Jacobus Geel (1789–1862) widmete er sich dem Studium der Sprachen und Literatur. Schließlich promovierte Brill am 24. Juni 1837 mit der Arbeit Specimen academicum inaugurale, quo continentur quaestiones selectae de comoedia Aristophanea zum Doktor der Philosophie. 1838 wurde Brill Lehrer für Französisch, Deutsch, Englisch, Niederländisch und Hebräisch am Gymnasium in Leiden. 1840 wechselte er als Lehrer für moderne Sprachen und Geschichte an das neugegründete Gymnasium in Zutphen.
Er schrieb nun viele Artikel über die verschiedensten Themen in der Zeitschrift De Gids. Beeinflusst von Grimm und Johann Christian August Heyses Ausführliches Lehrbuch der deutschen Sprache (1838), veröffentlichte Brill 1846 seine Hollandsche spraakleer. 1852 folgte unter veränderten Titel die Nederlandsche spraakleer (Niederländische Grammatik) und 1866 fügte er den Band Stijlleer (grammatikalischer Stil) hinzu. Damit wurde er ein Pionier der niederländischen Sprachwissenschaften und hatte er sich wertvolle Verdienste bei der Entwicklung der niederländischen Sprache erworben. Auch hatte er grammatikalische Werke für die französische und englische Sprache verfasst. Er übersetzte Goethes Faust ins niederländische, beschäftigte sich mit Musik, zudem hatte er auch historische und theologische Werke verfasst. So beriefen ihn die Kuratoren der Universität Utrecht am 13. April 1859 zum Professor für niederländische Geschichte und niederländische Sprache und Literatur. Diese Aufgabe übernahm er am 23. Juni 1859, wozu er die Antrittsrede Over den eisch des tijds en de wetenschap als geschikt om aan dien eisch te beantwoorden hielt. In seiner Eigenschaft als Utrechter Hochschullehrer beteiligte er sich auch an den organisatorischen Aufgaben der Bildungseinrichtung und war 1871/72 Rektor der Alma Mater. Bei der Niederlegung der Aufgabe hilt er die Rede de scientiae laude Genus humanum ab indignae dominationis vinculis vindicantis (deutsch: Über die Wissenschaft und ihre Fähigkeit, die Fesseln der Sklaverei zu brechen). 1855 wurde er Mitglied der königlich niederländischen Akademie der Wissenschaften, Mitglied der Gesellschaft für niederländische Literatur in Leiden, Mitglied der historischen Gesellschaft in Utrecht und wurde 1880 Ritter des Ordens vom niederländischen Löwen. Am 28. April 1881 wurde er aus seiner Professur emeritiert.

## Familie
Brill verheiratete sich am 24. Juni 1839 in Leiden mit Adriana Cornelia Petronella Hasebroek (* 24. Juni 1814 in Leiden; † 7. Oktober 1865 in Utrecht), die Tochter des Leidener Apothekers Johannes Hasebroek (* 15. September 1778 in Oudewetering; † 22. März 1857 in Wijk bei Duurstede) und dessen Frau Anna Maria Theresia Kleijn (auch Kleyn, * 20. März 1789 in Hooge Zwaluwe; † 15. Januar 1865 in Wijk bei Duurstede). Aus der Ehe stammen Kinder. Von diesen kennt man:
- Henriette Maria Brill (30. April 1840 in Leiden; † 27. Mai 1840 ebenda)
- Henriette Marie Brill (* 29. Juni 1841 in Zutphen) verh. 4. Oktober 1867 in Utrecht mit Georg Fischer (* 12. Februar 1845 in Utrecht)
- Johannes Brill (* 25. Dezember 1842 Zutphen; † 10. Dezember 1924 in Bloemfontein) verh. 12. Dezember 1872 in Amersfoort mit Anna Wilhelmina Constantia Elisabeth de Beveren (* 1. Oktober 1852 in Amersfoort)
- Alexander Willem Brill (* 2. August 1844 in Zutphen) verh. mit Jane Sophia Amalia Meijer
- Adriaan Cornelis Peter Brill (* 18. Dezember 1846 in Zutphen) verh. 17. Februar 1887 in Utrecht mit Anna Klasina Hendriks (* 30. September 1841 in Arnhem; † 14. April 1928 in Den Haag)

## Werke (Auswahl)
- Hollandsche Spraakleer. Leiden 1846 (books.google.de). 3. Aufl. 1864.
- Hollandsche Spraakleer ten gebruike bij inrichtingen van hooger onderwijs. Leiden 1849, 3. Aufl. 1860, (books.google.de). 4. Aufl. 1871.
- Nederlandsche Spraakleer. Leiden 1863, 3. Bände.
- Stijlleer. Leiden 1866 (books.google.de).
- Israël en Egypte. Utrecht 1856.
- Kritische Aanmerkingen over de Fransche Spraakkunst, aan onderwijzers en examinatoren opgedragen. Leiden 1856.
- Over de aesthetische waarde der klassieke en der moderne dichtvormen. Haarlem 1857 (books.google.de).
- Opmerkingen op het gebied der Engelsche Spraakkunst. Leiden 1858.
- Goethe's Faust. 1867 2. Band (books.google.de).
- Over historiographie, oude en nieuwere, gewijde en ongewijde. Leiden 1862 (books.google.de).
- Voorlezingen over de Geschiedenis der Nederlanden. Leiden 1863–1880, 3. Bände. (2. Band, 1866, books.google.de)
- Van Sinte Brandane. Groningen 1871 (books.google.de).
- Bijbelstudiën. Leiden 1876, 2. Bände.
- Over de veroveringszuchtige staatkunde, haar wezen en haar lot. Leiden 1878.
- De geschiedenis der volken, in schetsen. Den Haag 1881, 2. Bände.
- Rijmkroniek van Melis Stoke. Utrecht 1886, 2. Bände.
- Het Ware Evangelie. 1886, 2. Auflage 1896.
- Geestelijke Nalatenschap. 1896 (herausgegeben von P.D. Chantepie de la Saussaye).